# Фёдоров, Евгений Алексеевич
Евге́ний Алексе́евич Фёдоров (род. 11 мая 1963, Ленинград) — российский политический деятель, депутат Государственной думы Федерального Собрания России шести созывов (1993—1996, с 2003), член комитета Государственной думы РФ по бюджету и налогам, член Центрального политсовета «Единой России», действительный государственный советник РФ, кандидат экономических наук, участник войны в Афганистане, полковник запаса (2017), координатор политического объединения «Национально-освободительное движение»
Является сторонником конспирологической теории, согласно которой Россия является «колонией США», а все законы Госдумы и решения ЦБ «согласовываются с американцами».
Из-за поддержки российско-украинской войны — под санкциями 27 стран ЕС, Великобритании, США, Канады, Швейцарии, Австралии, Японии, Украины, Новой Зеландии.

## Биография
Родился 11 мая 1963 года в Ленинграде.

### Образование
После школы поступил в Ленинградское высшее военное инженерное строительное Краснознамённое училище им. генерала армии А. Н. Комаровского на специальность «теплосиловое оборудование объектов». Инженер-энергетик по образованию. Окончил училище в 1985 году.
В 2006 году окончил ФГОУ «Северо-Западную академию государственной службы» по специальности «экономист» и в этом же году негосударственное образовательное учреждение ВПО «Санкт-Петербургскую юридическую академию» по специальности «юриспруденция».

### Военная карьера
С 1985 по 1988 год служил в Вооружённых Силах СССР. Был главным энергетиком отдела эксплуатации квартирно-эксплуатационного управления 40-й армии в Кабуле (Афганистан). По его собственному признанию, «на передовые с автоматом не ходил, но адреналина хватало».
C 1988 года служил на Байконуре, был главным энергетиком, затем начальником группы Главного военно-строительного управления Министерства обороны СССР в городе Ленинске Казахской ССР.
В 1988—1990 — начальник группы отдела эксплуатации НИИ Министерства обороны СССР (г. Ленинград).
На 2017 год имеет звание полковник (в отставке).

### Депутат Леноблсовета
В 1989 году избирался народным депутатом Ленинградского областного Совета.
Во время попытки государственного переворота в августе 1991 года председатель Леноблсовета Яров, заочно включённый в состав Ленинградского Комитета по чрезвычайному положению, отмежевался от путчистов и высказал поддержку российским властям, а возглавляемый им Леноблсовет совместно с Ленсоветом принял участие в организации сопротивления перевороту.
В январе 1992 года в Леноблсовете был упразднён президиум и создан малый Совет. Евгений Фёдоров вошёл в малый Совет, где работал на освобождённой основе и был заместителем председателя комиссии по вопросам жилищно-коммунального хозяйства и сотрудничеством с армией.
В начале октября 1993 года, во время октябрьского путча, Евгений Фёдоров, по его собственному утверждению, «непосредственно участвовал в восстании против Ельцина, который, в нарушение Конституции, разогнал Совет Народных Депутатов».
В октябре 1993 года Ленинградский облсовет народных депутатов прекратил свою деятельность, функции переданы Ленинградскому областному Законодательному собранию.

### Депутат Госдумы I созыва
На состоявшихся 12 декабря 1993 года выборах в ГД первого созыва, проходивших по смешанной системе, баллотировался по Всеволожскому одномандатному округу № 101 как член Российского движения демократических реформ (лидеры: Гавриил Попов и Анатолий Собчак). Набрал большинство голосов и был избран. В ГД возглавлял комитет по безопасности и являлся членом депутатской группы «Стабильность».
В декабре 1993 года Геннадий Калистратов выступил с инициативой создания группы (будущей «Новая региональная политика», НРП) независимых из числа депутатов от одномандатных округов, не желающих присоединяться к партийным фракциям. В состав оргкомитета группы и в её изначальный список вошёл Евгений Фёдоров.
Выступал за отказ от фракционной деятельности в Думе.
В апреле 1994 года была зарегистрирована группа «Союз 12 декабря», и Евгений Фёдоров был в её изначальном списке.
12 января Евгений Фёдоров стал членом фракции «Партии Российского единства и согласия» (ПРЕС), но уже в мае он покинул фракцию. До этого он в течение четырёх месяцев числился одновременно в двух зарегистрированных депутатских объединениях (ПРЕС и НРП) и в двух комитетах — в Комитете по обороне, в который он был выдвинут группой НРП и в Комитете по безопасности, куда был выдвинут фракцией ПРЕС. Будучи вызванным «на ковер» в аппарат ГД для дачи объяснений, Евгений Фёдоров выбрал комитет по безопасности и депутатскую группу «Союз 12 декабря». После аннулирования регистрации группы «Союз 12 декабря» 14 июня 1994 Евгений Фёдоров вернулся во фракцию ПРЕС.
21 ноября 1994 Евгений Фёдоров перешёл в «Союз 12 декабря», а в день второго разгона декабристов[прояснить], 7 декабря 1994, вернулся в ПРЕC. В действительности он принимал участие в работе всех групп, комитетов и комиссий, в которых числился, одновременно.
14 марта 1995 года группой депутатов ГД, поддерживающих политику президента Ельцина и правительства Черномырдина, была образована депутатская группа «Стабильность», и Евгений Фёдоров вошёл в её состав. В апреле на её основе создано движение «Стабильная Россия», где Евгений Фёдоров был избран председателем ревизионной комиссии. В конце апреля — начале мая 1995 года члены группы и движения принимали участие в создании движения «Наш дом — Россия», однако сама «Стабильная Россия» в НДР не вошла, выступив на выборах в ГД самостоятельно.
6 июля 1995 года было зарегистрировано политическое общественное движение «В поддержку независимых депутатов», в котором Евгений Фёдоров является председателем совета.
На состоявшихся 17 декабря 1995 года выборах в ГД второго созыва баллотировался по Всеволожскому одномандатному округу от Блока независимых, но проиграл представителю блока «Коммунисты — Трудовая Россия — За Советский Союз» Владимиру Григорьеву.

### Госслужба
25 июня 1996 года Президент РФ Борис Ельцин упразднил Общественную палату при Президенте РФ и образовал Политический консультативный совет. Евгений Фёдоров был включён в этот орган.
В августе 1996 года по указу президента Бориса Ельцина Росстрахнадзор был реформирован в департамент Минфина РФ по страхованию. Евгений Фёдоров являлся одним из заместителей начальника данного департамента.
В конце 1997 года Евгений Фёдоров перешёл в аппарат Совета обороны при администрации президента РФ, где был назначен заместителем руководителя Владимира Клименко. Аппарат Совета обороны входил в администрацию президента и имел статус главного управления президента. Однако уже в марте 1998 года Совет обороны вместе с аппаратом был упразднён.
13 августа 1999 года Евгений Фёдоров был назначен заместителем министра РФ по атомной энергии по назначению Владимира Путина (который был и. о. председателя Правительства РФ). 4 февраля 2000 года к названию должности добавилось «статс-секретарь».
25 мая 2000 года Евгений Фёдоров вошёл в состав президиума ОАО «Кирово-Чепецкий химический комбинат им. Б. П. Константинова» и был избран в совет директоров данного предприятия.
C 3 и 7 октября 1999 года прошёл учредительный съезд межрегионального движения «Единство» («Медведь»). 3 октября была названа первая тройка кандидатов блока (Сергей Шойгу, Александр Карелин и Александр Гуров) и объявлен полный состав списка официальных учредителей, в котором значилось движение «В поддержку избирателей», председателем которого являлся Евгений Фёдоров. 6 октября были утверждены списки кандидатов на выборах в ГД и избран Координационный совет блока из 24-х человек, в который вошёл Евгений Фёдоров.
12 марта 2001 года распоряжением премьер-министра Михаила Касьянова освобождён от должности в связи с переходом на другую работу. По словам Фёдорова, увольнение проводилось незаконно и произошло в результате конфликта Фёдорова с Касьяновым и Адамовым по вопросам приватизации предприятий, при этом следствием увольнения Фёдорова стало увольнение Адамова.

### «Единая Россия»
1 декабря 2001 года в Москве на съезде союза «Единство и Отечество», созданного ранее в том же году партией «Единство» (лидер — Сергей Шойгу), движением «Отечество» (Юрий Лужков) и движением «Вся Россия» (Минтимер Шаймиев) была создана партия «Единая Россия».
С марта 2001 года по апрель 2003 года — председатель президиума совета общероссийского политического общественного движения «В поддержку независимых депутатов».
С апреля 2003 по декабрь 2003 года Евгений Фёдоров работал в Центральном исполнительном комитете партии «ЕДИНСТВО и ОТЕЧЕСТВО» — «Единая Россия», являлся советником председателя Высшего совета секретариата организационного управления.
В сентябре 2003 года в Москве прошёл предвыборный съезд партии «Единая Россия», где был утверждён федеральный список кандидатов на предстоящих в декабре выборах в Госдуму 4 созыва. 40-летний Евгений Фёдоров был включён в западную региональную группу (Белгородская область, Брянская область, Курская область, Орловская область). В своей региональной группе Фёдоров шёл пятым номером, после губернатора Орловской области Егора Строева, губернатора Белгородской области Евгения Савченко, депутата ГД Екатерины Лаховой и сотрудника ОАО «Нефтяная компания „ЛУКОЙЛ“» Валерия Прозоровского. «Единая Россия» активно использовала политическую технологию «паровоз», ставя первыми номерами региональных групп губернаторов.
В октябре 2003 года список кандидатов был зарегистрирован Центризбиркомом. Согласно поданной информации на выборы в Государственную Думу, в октябре 2003 года Евгений Фёдоров — член партии «Единая Россия», член Центрального политического совета и советник председателя Высшего совета партии «Единая Россия».
На состоявшихся 7 декабря 2003 года выборах в Госдуму четвёртого созыва, проходивших по смешанной системе, список «Единой России» получил 37,56 % голосов, что было пересчитано в 120 мандатов. Из них западной группе досталось 4 мандата и, таким образом, Евгений Фёдоров поначалу не проходил в Госдуму. Однако в 24 декабря стало известно, что 37 кандидата, избранных по списку «Единой России», заявили, что отказываются от получения мандатов. Среди отказавшихся были губернаторы Строев и Савченко, чьи мандаты были переданы следующим за ними в списке Евгению Фёдорову и Петру Рубежанскому.

### Депутат Госдумы
Четвёртый созыв (2003—2007)
24 декабря 2003 года Евгений Фёдоров получил мандат депутата Государственной думы.
29 декабря 2003 года состоялось первое заседание Госдумы 4 созыва. Фёдоров входил во фракцию «Единая Россия». Руководителем фракции «Отечество — Единая Россия» был Владимир Пехтин.
В апреле 2005 года занял должность заместителя председателя комитета Госдумы по бюджету и налогам. Также член рабочей (трёхсторонней) группы по совершенствованию межбюджетных отношений в РФ, член комиссии Госдумы по рассмотрению расходов федерального бюджета.
В ноябре 2006 года назначен председателем комитета Госдумы по экономической политике, предпринимательству и туризму (с 10 ноября), после того как с должности ушёл Валерий Драганов. Член комиссии Госдумы по реализации ежегодных посланий президента РФ Федеральному собранию РФ.
За время своей работы в четвёртом созыве Евгений Фёдоров был одним из инициаторов по 11 законопроектам.
Пятый созыв (2007—2011)
В Государственную думу 5 созыва Евгений Фёдоров баллотировался в составе списка «Единой России» по Калининградской области (региональная группа № 44) под вторым номером после губернатора Калининградской области Георгия Бооса. Выборы в этот раз проводились по пропорциональной системе. По итогам состоявшихся 7 декабря 2007 года выборов региональная группа № 44 «Единой России» получила три мандата. Фёдоров был избран депутатом. Выступивший «паровозом» Георгий Боос отказался от мандата, его передали Андрею Голушко. Полномочия вступили в силу 2 декабря 2007 года.
Евгений Фёдоров в пятом созыве продолжил работу председателем комитета ГД по экономической политике и предпринимательству и являлся членом фракции «Единая Россия». В то же время, выполнял обязанности заместителя председателя комиссии ГД по законодательному обеспечению деятельности субъектов естественных монополий, государственных корпораций и коммерческих организаций с государственным участием.
За время своей работы в пятом созыве Евгений Фёдоров был одним из инициаторов по 27 законопроектам.
Шестой созыв (2011—2016)
В Государственную думу 6 созыва Евгений Фёдоров баллотировалсяя в составе списка «Единой России» по Ростовской области (региональная группа № 62) под восьмым номером.
По итогам состоявшихся 4 декабря 2011 года выборов региональная группа № 62 «Единой России» получила 7 мандатов Евгений Фёдоров не проходил. Однако выступивший «паровозом» губернатор Ростовской области Василий Голубев отказался от мандата, и 15 декабря 2011 года он был передан Фёдорову.
Евгений Фёдоров в шестом созыве с 4 декабря 2011 года, где он являлся Членом комитета ГД по бюджету и налогам и членом фракции «Единая Россия».
В январе 2013 года Фёдорову пригрозили исключением из партии «Единая Россия» за то, что он не придерживался общих правил партии.
В сентябре 2014 года в ответ на санкции США предлагал принять законопроект, вводящий запрет представительствам и дочерним предприятиям американских компаний в России оказывать консультационные услуги в госсекторе, что, по словам Фёдорова, должно было защитить государство от иностранного влияния, а крупные госкомпании обезопасить от скрытых манипуляций со стороны иностранцев.
За шестой созыв по март 2016 года Фёдоров является одним из инициаторов по 28 законопроектам, в которых приняты закон Димы Яковлева, об «иностранных агентах», о запрете пропаганды гомосексуализма в России, об упрощении бухгалтерского учёта, о национальной платёжной системе, о персональных данных в информационно-телекоммуникационных сетях. Также к последним законам относятся: о придании СМИ статуса саморегулируемых организаций (отозван); «О статусе национального бизнеса» (возвращён авторам); о СМИ как «иностранных агентах» (отозван автором); о независимости Банка России (ещё не рассматривался); о запрете госслужащим иметь недвижимость за рубежом (дополнение, ещё не рассмотрено), об ограничении ГМО (отклонено) и др.
Седьмой созыв (2016—2021)
В начале марта 2016 года Евгений Фёдоров подал заявку на участие в партийных праймериз в Санкт-Петербурге. Однако через месяц он принял решение снять свою кандидатуру и подать заявку на участие в предварительном голосовании в Калининграде. По состоянию на май 2016 года Фёдоров баллотировался в Госдуму в Калининградской области.
В конце мая по результатам предварительного голосования среди сторонников партии «Единая Россия» по определению кандидатов в Госдуму по партийному списку в Калининградской области Фёдоров набрал 50,9 % голосов.
В июне 2016 года в Москве прошёл предвыборный съезд партии «Единая Россия», где был утверждён список кандидатов на предстоящих в сентябре выборах в Госдуму седьмого созыва. Выборы проводились по смешанной системе. Фёдоров был включён в список, был первым номером в региональной группе «Вологодская область, Калининградская область, Новгородская область, Псковская область». По итогам состоявшихся 18 сентября 2016 года выборов региональная группа получила 2 мандата, их получили Евгений Фёдоров и Александр Васильев.
В Госдуме 7 созыва с 5 октября 2016 года. Состоял во фракции «Единая Россия». Являлся членом комитета по бюджету и налогам.
В феврале 2017 года участвовал в конфликте с Дмитрием Киселёвым.
Восьмой созыв (2021—2026)
Весной 2021 года началась кампания по выборам в Государственную думу 8 созыва, которые вновь проводились по смешанной избирательной системе. В мае «Единая Россия» провела предварительное голосование по отбору кандидатов. Фёдоров участвовал праймериз мурманского отделения «Единой России» как кандидат по партийному списку и среди 16 кандидатов получил большинство голосов.
Летом был включён в состав списка «Единой России». Входил в региональную группу № 43 (Республика Карелия, Мурманская область), где шёл вторым после губернатора Мурманской области Андрея Чибиса. 12 августа ЦИК зарегистрировал список кандидатов «Единой России».
По итогам состоявшихся 19 сентября 2021 года выборов региональная группа «Единой России» в Карелии и Мурманской области получила один мандат. Выступивший «паровозом» губернатор Мурманской области Андрей Чибис ожидаемо отказался от мандата и 29 сентября он был передан Фёдорову

## Законотворческая деятельность
С 1993 по 2019 год, в течение исполнения полномочий депутата Государственной Думы I, IV, V, VI и VII созывов, выступил соавтором 68 законодательных инициатив и поправок к проектам федеральных законов.
8 июня 2022 внёс проект закона № 139560-8 "Об отмене Постановления Государственного Совета СССР от 6.09.1991 № ГС-1 «О признании независимости Литовской Республики», который был одобрен председателем Государственной думы В. В. Володиным и Комитетом ГД по международным делам и включён в рассмотрение на осеннюю сессию 2022.

## Взгляды
Евгений Фёдоров известен целым рядом утверждений:
- Он утверждает, что в связи с распадом СССР в 1991 году Россия в результате поражения в Холодной войне потеряла свой суверенитет и теперь является колонией США[69]. По его словам, Конституцию РФ и законы написали американские советники в 1990-х гг., и с тех пор страна живёт по этим законам, и, как следствие, не может реализовывать суверенную политику[17][53][70][71][72].
- Механизм колониального управления реализуется через пятую колонну во власти[72][73][74][к. 4], контроль СМИ[17][70][71][76] и механизмы давления на большой и средний бизнес[17]. Он считает, что большое количество чиновников проходит обучение за рубежом и по приезде формируют пятую колонну[17][к. 5]. Российские СМИ, по его мнению, либо находятся в собственности иностранного бизнеса, либо находятся под давлением различных рейтингов (от которых зависят их доходы)[17][74]. Евгений Фёдоров утверждает, что большой и средний бизнес хранит свой капитал и оборотные средства в иностранных банках и в иностранной валюте, а практически все российское имущество (предприятия, крупные объекты и т. п.) также заложены в иностранных банках[17][71].
- Одной из причин, заставляющих большой и средний бизнес иметь иностранную юрисдикцию, является принудительное проведение в стране колониальной политики, в частности, выражающейся в политике высоких процентных ставок[17][78]. По его словам, следствием такой политики является невозможность вести бизнес в национальной валюте (из-за дорогих кредитов и высоких процентных ставок Центрального банка), и, таким образом, бизнес сам принимает решение о переводе своих средств за границу и выполняет денежные операции в иностранной валюте[17][78]. По мнению Евгения Фёдорова, данные обстоятельства позволяют другим странам управлять РФ, например, не выдавать кредиты на создание наукоёмкой промышленности (авиастроение, нефтепереработка и др.) и разрешать строить менее наукоёмкие предприятия (нефтедобывающие)[79]. Также он утверждает, что это даёт возможность иностранному бизнесу лоббировать своих представителей во власти (например, финансировать избирательные кампании, что не может делать национальный бизнес за его отсутствием)[73][74].
- Коррупция в России является следствием колониальной политики, так как повлиять на коррупционеров большого масштаба Россия не в состоянии вследствие того, что их активы находятся за рубежом[17]. Также он считает, что Центральный банк РФ работает в интересах США[53] и является «сборщиком дани»[17]. Евгений Фёдоров считает, что РФ платит «дань» США посредством установленной ими экономической системы[17][71]. По его словам, «дань» РФ прежде всего определена в объёмах эмиссии рубля, когда при его выпуске РФ законодательно обязана купить на бирже доллары или евро, которые впоследствии должны быть помещены в ЗВР и «стерилизованы» (выведены из оборота)[17][79]. При этом в этой цепочке в результате покупки на бирже продавец (США или их союзник) получает «дань» непосредственно в свой бюджет через продажу на бирже[17][72].
- ГД не пишет законов, а только принимает. Сами же законы пишутся в основном западными консалтинговыми компаниями (такими как KPMG, Oliver Wyman[англ.], PricewaterhouseCoopers и др.)[78][80], формируются на основании рекомендаций МВФ[78][79] и т. п.[к. 6] По его словам, российские национально ориентированные власти могут только проводить часть законов вручную[к. 7][53] и ограничены, так как на них оказывается давление[71][к. 8].
- Все действия по предлагаемым им преобразованиям должны проводиться в рамках закона[73][74][83]. То есть например уличные беспорядки и единичные нарушения недопустимы[74], а изменение Конституции может быть проведено через референдум или конституционное собрание[53].
- Основной проблемой является существующая система, а не конкретные люди, и поэтому на вопрос, кто конкретно коррупционер (иностранный агент, представитель пятой колонны и т. п.), обычно не называет конкретных людей. Также он считает, что по человеку нельзя стопроцентно сказать, кто есть кто, так как есть свои «Штирлицы»[76]; но в качестве примеров приводит частные случаи, такие как Ливанов, Сурков, Касьянов, Немцов, Навальный, так как «они четко заявляли, что работают в поддержку США»[72][74][76].
- В ноябре 2022 года он заявил, что Армения является «тупиковой страной в геополитическом плане» и «незаконным государственным образованием» так как вышла из состава СССР «не по закону»[84].
- В сентябре 2023 года заявил, что республики, вышедшие из состава Советского Союза в 1991 году, сделали это «незаконно», вследствие чего России придётся «воевать с ними». Данная фраза вызвала поток критики, в том числе в Узбекистане (Алишер Кадиров, Бобур Бекмуродов, Одилжон Тожиев)[85].

Следствием данных взглядов является ряд активностей, проводимых Евгением Фёдоровым, такие как: принудительное обнуление процентных ставок (что позволит провести деофшоризацию и перевести бизнес в национальную юрисдикцию), внесение поправок в Конституцию РФ для отмены приоритета международного права над российским, создание механизмов защиты СМИ от иностранного влияния и др.

## Общественная деятельность
21 января 2010 года в интервью Евгений Фёдоров заявил:

Это произошло не в путинские времена, это произошло изначально, с самого начала 90-х годов. И если уж честно говорить, откуда возникли российские олигархи конца 90-х годов, то их подбирали американские чикагские мальчики в начале 90-х годов. И я напоминаю вам, что наша история, российского государства, базируется на 10 тысячах американских советников, которые сидели во всех министерствах и ведомствах России, также как советские сидели, например, в афганских министерствах и ведомствах, или польских, или каких-то других. Так становилось российское государство.
И, например, имущественное министерство, Росимущество, это шестиэтажное здание, оно в том же здании было в те времена, в начале 90-х годов, весь шестой этаж занимали американские советники. И они назначали, кому быть олигархом, кому продать…
— «95 % российской промышленности принадлежит иностранным офшорам!» В гостях: Евгений Фёдоров, председатель комитета ГД РФ по экономической политике и предпринимательству, ФинАМ, 21.01.2010.
21 февраля 2011 года принял участие в дебатах с общественным деятелем Алексеем Навальным на тему «Единая Россия — партия воров и коррупционеров или честных, принципиальных патриотов?» По итогам этого эфира подавляющее большинство слушателей (99 %) поддержало мнение Навального, назвавшего правящую партию «партией воров и жуликов». Всего в голосовании, длившемся 1 минуту, приняло участие 1354 человека.
18 августа 2014 года Фёдоров обвинил музыканта Андрея Макаревича, заявив, что «Андрей Макаревич давно сотрудничает с фашистами. Этот выбор он сделал достаточно давно, ещё когда перешёл на сторону врагов РФ». Евгений Фёдоров выступил с инициативой лишить Андрея Макаревича всех государственных наград, заявив, что «это демонстративное неуважение к жизни человека, к Отечеству, демонстративная поддержка фашистов, убийц»
20 ноября 2015 года об акциях протеста дальнобойщиков заявил, что они «пытаются по задумке Соединённых Штатов Америки быть направленными на ликвидацию российской государственности» и что некие неназванные чиновники в правительстве выпустили свои документы по установлению дополнительного налога, и «тем самым прямо проявили акт саботажа» вопреки распоряжению Президента РФ. В дальнейшем по его словам, "пятая колонна из органов власти передала эстафету «боевикам Навального» и что потом «под брендом якобы протестующих дальнобойщиков» будут направлены в Россию боевики, в том числе русскоговорящие с территории Украины, на майдан для свержения власти. По мнению Евгения Фёдорова, система Платон носит «абсолютно технический характер» (как средство сбора налогов), а усилия забастовки должны быть направлены не на неё, а на законодательную отмену налогового сбора.
10 декабря 2015 года о фильме «Чайка» с критикой приближенных к генеральному прокурору РФ Фёдоров заявил, что, хотя «лично не смотрел этот материал по принципиальным соображениям», но «сама подача Навальным расследования — это конечно, 100 % заказной материал, направленный на дестабилизацию, ослабление российского правоохранительного сектора в условиях подготовки иностранного вторжения и майдана». Вместе с этим, по его мнению, в материале могут быть факты, которые будут проверены и использованы прокуратурой.
Активно участвует в общественной деятельности СМИ. В феврале 2016 года был приглашён и участвовал минимум в 13 теле- и радиопрограммах (Пресс-центр Парламентской газеты, Особая статья, Радио «Комсомольская правда», Радио РСН, Царьград ТВ, Эхо Москвы).

### Высказывания о Викторе Цое
3 апреля 2014 года Евгений Фёдоров в своей беседе «Западные манипуляторы России» сказал следующее:

Помните, был такой блестящий певец Цой. Действительно, сверхпопулярный в Советском Союзе. И вот они (сотрудники КГБ) говорят, «мы вдруг обнаружили, что на каком-то этапе он начал петь песни совсем не такие, как пел до этого. До этого он пел про алюминиевые огурцы, а тут вдруг про перемены начал петь. Не его стиль. Как будто разных два певца. Мы, „кгбэшники“» — не то что сейчас, у них власть была, «вызвали всю евоную группу, те написали везде бумаги, мы провели исследования, допросы», ну, тогда ещё власть была, у низовых сотрудников, пока начальство не запретило, «и выяснили, что все последние песни — Цой сам не умел писать, он писал их в коллективе — ему привозили из Америки». Профессионально в Голливуде писали люди песни на русском языке. Да, это наше КГБ исследование проводило и получило эту информацию.
— «Западные манипуляторы России» Евгений Фёдоров, 03.04.2014
После этого ряд СМИ сообщил, что Фёдоров якобы заявил, что Цой, на чьем творчестве выросло не одно поколение россиян и жителей бывшего СССР, был завербован агентами ЦРУ, работал по плану развала Советского Союза, а его песни писали в Голливуде, и таким образом разгорелся скандал.
Член Общественной палаты адвокат Анатолий Кучерена сообщил, что направил депутату официальное письмо с призывом извиниться перед родственниками и близкими Цоя, в противном случае он намерен обратиться с заявлением о возбуждении уголовного дела о клевете. В свою очередь Евгений Фёдоров сообщил, что он не говорил о том, что Цой якобы был завербован ЦРУ, а говорил о том, что большинство методов ЦРУ использовало втёмную. По мнению Евгения Фёдорова, его слова специально переврало множество СМИ, и в связи с этим в отношении данных СМИ им были подготовлены документы в следственный комитет.

### Скандал с Николаем Платошкиным
В июне 2020 года Фёдоров в интервью на ютуб-канале «Белрусинфо» заявил, что лидера движения «За новый социализм» Николая Платошкина арестовали по его обращению. Евгений рассказал, что лично написал письмо в правоохранительные органы, в котором просил проверить деятельность Платошкина, и в случае необходимости — принять меры правового и уголовного характера. В марте 2021 года, в Калининграде состоялся суд над Федоровым. Платошкин предъявил иск к единороссу о защите чести и достоинства, поскольку депутат назвал его «американским шпионом». Иск рассматривался в Калининграде и стороны участвовали в нём по видеоконференции. Но две недели спустя Гвардейский районный суд Калининграда отказал в иске.

## Инициативы
20 мая 2014 года в ходе пленарного заседания ГД призвал начать борьбу с «предателями и врунами в СМИ», «мощной пятой колонной СМИ», к которой причислил РБК, «Сноб», «Эхо Москвы», Newsru.com, Slon и телеканал «Дождь».

### Отмена приоритета международного права в Конституции РФ
29 ноября 2013 года в интервью предложил изъять из Конституции РФ положения о запрете на государственную идеологию и о приоритете международного права над российским, назвав Конституцию «колониальным листком управления».
Подобную инициативу проявил Председатель Следственного комитета РФ Александр Бастрыкин, который в июле 2015 года сообщил, что считает, что из Конституции РФ необходимо исключить положения, по которым нормы международного права составляют неотъемлемую часть правовой системы страны.
Аналогичное мнение высказывает доктор юридических наук, профессор, заслуженный деятель науки РФ Сергей Бабурин, который считает, что данные положения в Конституции РФ являются прямым и добровольным отказом от государственного суверенитета России.

### Стратегические органы управления
4 марта 2011 года предложил создать в стране «стратегические органы управления, которые стояли бы над главой государства» и были сформированы из представителей трёх ветвей власти, гражданского общества и СМИ. Слова Евгения Фёдорова были опубликованы на сайте партии. Согласно его предложению, соответствующие изменения следует внести в Конституцию. Позже «Единая Россия» отказалась комментировать идею своего депутата о «политбюро нации», а информацию о предложении с партийного сайта убрали.
Согласно комментариям политолога Станислава Белковского, он не верит, что такая идея может обсуждаться всерьез, так как действующая система достаточно стабильна, а Путин не пойдёт на сохранение власти антиконституционным путём. По словам политолога, в 1996—1997 гг. похожую идею по формированию стратегических органов управления выдвигал Борис Березовский.
Эксперт и кандидат юридических наук Александр Гаганов считает, что в стране присутствуют органы, ответственные за стратегические интересы страны, и предложение Евгения Фёдорова вероятно основывается на ошибочном понимании 80-й статьи Конституции РФ. Более того, принятый 28 июня 2014 года закон «О стратегическом планировании в Российской Федерации» подтверждает этот тезис, согласно 10-й статье которого Президенту РФ даются полномочия «осуществлять руководство государственной политикой в сфере стратегического планирования»; «определять направления достижения стратегических целей и важнейшие задачи, подлежащие решению», «определять цели и задачи стратегического управления в Российской Федерации».
Евгений Фёдоров считает, что согласно Конституции РФ инициативы и решения Президента РФ носят рекомендательный характер и за их неисполнение нет никакой ответственности, что, по его мнению, является признаком отсутствия власти.

### Закон о Центральном банке
По утверждению Евгения Фёдорова, депутаты ГД обращались в прокуратуру с жалобой на ЦБ РФ о том, что он не выполнил свою единственную конституционную функцию по защите и обеспечению устойчивости курса российского рубля, а также просьбой проверки его работы, соответственно. По описанию Евгения Фёдорова, органы прокуратуры дали ему ответ, суть которого заключалась в следующем: «А это не к нам вопрос, по российской Конституции этот орган нам не подотчётен, он может нарушать любые законы». Заявление в прокуратуру было опубликовано в газете «НОД: За суверенитет» в декабре 2014 года, а ответ прокуратуры в газете «Национальный курс» в октябре 2015 года.
Фёдоров утверждает, что Путин пытался изменить законы, по которым действует ЦБ РФ, но неудачно.
Считает, что кадровые перестановки в ЦБ РФ проблему не решат, а нужно системное изменение.
Фёдоров является одним из авторов законопроекта «О Центральном банке Российской Федерации (Банке России)», который, в частности, предусматривал передачу части полномочий ЦБ РФ Правительству РФ. Законопроект изначально был инициирован Евгением Фёдоровым единолично. Рассмотрение законопроекта и работа над ним проводились в течение более двух лет. По заключениям Правительства РФ и комитетов ГД, законопроект не одобрялся и требовал исправлений, так как вступал в противоречие с некоторыми статьями Конституции РФ, а также возникла дополнительная необходимость согласования с проводимыми в это же время другими изменениями в законодательстве. Таким образом, законопроект был отклонён.

### Расследование событий 1991 года
По мнению Фёдорова, ликвидация СССР была проведена незаконным путём (с нарушениями Конституции СССР), и данные процессы 1991 года необходимо расследовать Прокуратурой РФ. Евгений Фёдоров считает, что данное расследование позволит восстановить права граждан, нарушенные в результате «преступлений» 90-х гг.
Фёдоров считает, что по словам Владимира Путина, в результате распада СССР сейчас имеется 25 млн потерпевших граждан и им не дают права на правосудие и соответствующее расследование.
Утверждает, что участвовал в обращении в Прокуратуру РФ для расследования событий 1991 года и это заявление не было рассмотрено. Он считает, что данное поведение Прокуратуры РФ является прямым нарушением их обязанностей.

### Национально-освободительное движение
С 2012 года Евгений Фёдоров является координатором организации «Национально-освободительное движение». При этом он говорит, что лидером данной организации является Владимир Путин. Также он утверждает, что движение формируется снизу, и при этом он является элементом национально-освободительного движения («это не движение, где я лидер и все за мной. Я — только элемент движения»).
Задачей движения является восстановление российского суверенитета, потерянного в 1991 году. Движение выступает за национальный курс и территориальную целостность России.

Через пару лет… либо… планета погибнет, либо будут восстановлены итоги Второй мировой войны в части нашего Отечества границ сорок пятого года. Нету… третьего варианта.— Депутат «Единой России» Федоров: Ура-патриоты — это идиоты. (Сентябрь 2022 года)

### Налог на бездетность
В декабре 2023 года Фёдоров предложил ввести в России налог на бездетность: «Ввести налог на бездетность, как в Советском Союзе, было бы неплохо. Необходимо стимулировать рождение детей, в том числе через материнский капитал. Если денег будет не хватать для этих проектов, надо вводить налог».

## Сведения о доходах и собственности
Согласно поданной декларации, доход Евгения Фёдорова за 2014 год составил 4,7 млн рублей. Ему принадлежат два земельных участка общей площадью ~5,2 тыс. квадратных метров (52 сотки), 4 квартиры и легковой автомобиль. В 2020 года Федоров задекларировал доход в 6 млн рублей. Согласно декларации за 2020 год, в его собственности находятся 3 земельных участка, 4 квартиры, жилой дом, гараж площадью 126 квадратных метров, машиноместо площадью в 13 квадратных метров и нежилой дом (незавершенный строительством объект).
Фёдоров утверждает, что у него нет собственности и счетов за границей, а половина собственности получена от отца.

## Изобретения и научные работы
Евгений Фёдоров считает себя изобретателем из потомственной семьи изобретателей, имеет более 40 авторских свидетельств и патентов на изобретения.
Диссертация Фёдорова на тему «Промышленная политика как механизм стимулирования инновационной деятельности» описывает инновационный тип экономики. По утверждению Евгения Фёдорова, работа посвящена рынку технологий, то есть научному бизнесу как институту, чего нет в РФ. И списать он её не мог, так как «такой темы нет нигде».

## Международные санкции
Из-за поддержки российской агрессии и нарушения территориальной целостности Украины во время российско-украинской войны находится под персональными международными санкциями разных стран.
23 февраля 2022 года внесён в санкционные списки стран Евросоюза за действия и политику, которые подрывают территориальную целостность, суверенитет и независимость Украины и ещё больше дестабилизируют Украину.
24 февраля 2022 года включён в санкционный список Канады «близких соратников режима» за голосование о признании независимости «так называемых республик в Донецке и Луганске».
24 марта 2022 года, на фоне вторжения России на Украину, включён в санкционный список США за «соучастие в войне Путина» и «поддержку усилий Кремля по вторжению в Украину», Госдеп США заявил что депутаты Госдумы используют свои полномочия для преследования инакомыслящих и политических оппонентов, нарушают свободу информации, ограничивают права человека и основные свободы граждан России.
По аналогичным основаниям, с 11 апреля 2022 года находится под санкциями Великобритании. С 25 февраля 2022 года находится под санкциями Швейцарии. С 26 февраля 2022 года находится под санкциями Австралии. С 12 апреля 2022 года находится под санкциями Японии. Указом президента Украины Владимира Зеленского от 7 сентября 2022 находится под санкциями Украины. С 12 октября 2022 года находится под санкциями Новой Зеландии.

## Награды
- Почётная грамота Правительства Российской Федерации (17 апреля 2006)[148] — за заслуги в законотворческой деятельности, активное участие в развитии парламентаризма в РФ и в связи со 100-летием учреждения ГД в России.
- Благодарность Правительства Российской Федерации (7 сентября 2007)[149] — за большой личный вклад в развитие российского законодательства.
- Благодарность Правительства Российской Федерации (6 мая 2008)[150] — за заслуги в законотворческой деятельности и активное участие в развитии парламентаризма в Российской Федерации.
- Почётная грамота Президента Российской Федерации (12 декабря 2008)[151] — за заслуги в законотворческой деятельности и развитии парламентаризма в Российской Федерации.

## Семья
Отец — Алексей Иванович Фёдоров, около 50 лет работал конструктором в бюро «Рубин» и проектировал подводные лодки, является автором нескольких десятков патентов и авторских свидетельств. Мать Евгения Фёдорова преподавала физику в техникуме.
Есть дочь Полина. По словам Евгения Фёдорова, он отправил ребёнка учиться в Москву в авиационный институт на специалиста по двигателям.